# David James Elliott
David James Elliott, egentligen David William Smith, född 21 september 1960 i Milton, Ontario i Kanada, är en kanadensisk skådespelare. 
Hans mest kända roll är som sjöofficeren/juristen/jaktpiloten Harmon Rabb i långköraren På heder och samvete, skapad av Donald P. Bellisario, från 1995 till 2005.

## Biografi
Elliott föddes i Milton utanför Toronto i kanadensiska provinsen Ontario och tog examen i drama vid Ryerson University. I början av 1990-talet sökte han sig vidare från hemlandet till USA och Kalifornien. Den reslige kanadensaren rollbesattes i en av huvudrollerna i tv-serien The Untouchables från Paramount Television, som bygger på samma berättelse som långfilmen De omutbara om federale agenten Eliot Ness och kampen mot maffiabossen Al Capone under förbudstiden i Chicago, och som varande i två säsonger och 42 avsnitt. 
1995 fick han huvudrollen som den rättrådige marinofficeren Harmon Rabb Jr i På heder och samvete (engelska: JAG) som producerades i ett helt decennium av Paramount Television under tio säsonger för NBC (första säsongen) och CBS (återstående nio). I serien medverkade även hans hustru Nanci Chambers i en återkommande biroll.
Elliott spelade under 2015 rollen som John Wayne i långfilmen Trumbo, en biopic om manusförfattaren Dalton Trumbo under McCarthy-erans antikommunistiska hetsjakt, i vilken titelrollen spelas av Bryan Cranston.
Under 2019 medverkade Elliott i tre avsnitt av NCIS: Los Angeles som Harmon Rabb tillsammans med den andra huvudrollsinnehavaren från På heder och samvete, Catherine Bell som Sarah MacKenzie. NCIS: Los Angeles är en spinoff till NCIS som i sin tur är en spinoff till På heder och samvete.

## Filmografi (urval)
- 1986 – Polisskolan 3 – Begåvningsreserven
- 1987 – Med livet som insats
- 1990 – China Beach (TV-serie) (1 avsnitt)
- 1992 – Dr Howser (TV-serie) (1 avsnitt)
- 1992 – Knots Landing (TV-serie) (3 avsnitt)
- 1993–1994 – The Untouchables (TV-serie) (42 avsnitt)
- 1994–1995 – Melrose Place (TV-serie) (4 avsnitt)
- 1994 – Seinfeld (TV-serie) (1 avsnitt)
- 1995–2005 – På heder och samvete (TV-serie) (227 avsnitt)
- 1998 – Herkules (TV-serie) (röstroll, 1 avsnitt)
- 1999 – Maggie Winters (TV-serie) (1 avsnitt)
- 2000 – Buzz Lightyear, rymdjägare (TV-serie) (röstroll, 1 avsnitt)
- 2003 – Omaka systrar (TV-serie) (1 avsnitt)
- 2006–2007 – Close to Home (TV-serie) (22 avsnitt)
- 2006 – Medium (TV-serie) (1 avsnitt)
- 2010 – Scoundrels (TV-serie) (8 avsnitt)
- 2011 – CSI: New York (TV-serie) (2 avsnitt)
- 2014 – Mad Men (TV-serie) (2 avsnitt)
- 2015 – Trumbo
- 2017 – Mom (TV-serie) (1 avsnitt)
- 2019 – NCIS: Los Angeles (TV-serie) (3 avsnitt)
- 2021–2023 – Heels (TV-serie) (8 avsnitt)